# Récepteur de reconnaissance de motifs moléculaires
Pour les articles homonymes, voir PRR.

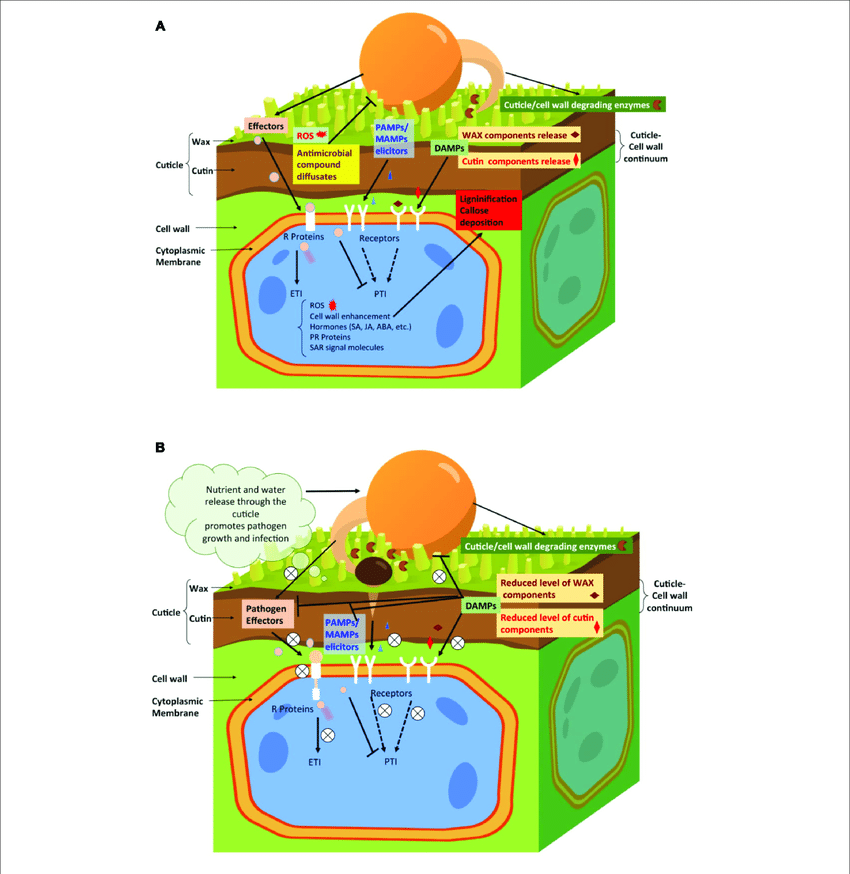
Modèle hypothétique représentant l'implication de la cuticule au cours des interactions plante/agent pathogène. (A) plante résistante aux maladies, (B) plante-hôte susceptible aux infections des pathogènes.
Légende : éliciteurs généraux du pathogène PAMPs/MAMPs, éliciteurs spécifiques ou effecteurs issus des pathogènes spécifiques, intervenant dans le système immunitaire inné PTI et ETI ; ROS, hormones (SA, JA, ABA), protéines PR, molécules de signalisation SAR.

Les récepteurs de reconnaissance de motifs moléculaires (PRR, acronyme de Pattern recognition receptor) sont des récepteurs du système immunitaire inné aussi nommés récepteurs de reconnaissance de pathogènes.
Le système immunitaire inné utilise des récepteurs de reconnaissance de modèles (PRR) codés par la lignée germinale pour la détection initiale des microbes. Les PRR reconnaissent les signatures moléculaires spécifiques aux microbes connues sous le nom de motifs moléculaires associés aux agents pathogènes (PAMP) et les molécules auto-dérivées dérivées de cellules endommagées, appelées motifs moléculaires associées aux dommages (DAMP). Les PRR activent les voies de signalisation en aval qui conduisent à l'induction de réponses immunitaires innées en produisant des cytokines inflammatoires, de l'interféron de type I et d'autres médiateurs. Ces processus déclenchent non seulement des réponses défensives immédiates de l'hôte telles que l'inflammation, mais aussi amorcent et orchestrent des réponses immunitaires adaptatives spécifiques à l'antigène. Ces réponses sont essentielles pour l'élimination des microbes infectants ainsi que cruciales pour initiation des réponses immunitaires adaptatives spécifiques à l'antigène.
Les PRR possèdent un certain nombre d'autres fonctions vitales, régulant les processus d'apoptose, de réparation de l'ADN, d'autophagie et d'angiogenèse. L'importance fonctionnelle remarquable et la diversité des fonctions biologiques sont les raisons pour lesquelles les PRR sont aujourd'hui un domaine de recherche en pleine croissance.
On distingue quatre types de récepteurs de reconnaissance de motifs moléculaires : les récepteurs solubles, les récepteurs membranaires stimulant la phagocytose, les récepteurs membranaires stimulant des voies de signalisation et les récepteurs cytoplasmiques.

## Types de récepteur de reconnaissance de motifs moléculaires
Les mammifères ont plusieurs classes distinctes de PRR:
- les récepteurs de type Toll (TLR),
- les récepteurs de type RIG-1 like receptors ( RLR),
- les récepteurs de type nod (NLR),
- les récepteurs de lectine de type C (CLR),
- les récepteurs de type AIM2 (ALR),
- capteurs d'ADN intracellulaires tels que le cGAS[4],[5]

### Récepteurs membranaires

#### Récepteurs de type Toll ou TLR
La famille TLR comprend 10 membres (TLR1 – TLR10) chez l'homme. Les TLR se localisent à la surface cellulaire ou dans des compartiments intracellulaires tels que le réticulum endoplasmique , l'endosome, le lysosome ou l'endolysosome, et ils reconnaissent des PAMP distincts ou se chevauchant tels que les lipides, les lipoprotéines, les protéines et l'acide nucléique.
Les TLR de surface cellulaire reconnaissent principalement les composants de la membrane microbienne tels que les lipides, les lipoprotéines et les protéines. TLR4 reconnaît le lipopolysaccharide bactérien (LPS). TLR2 avec TLR1 ou TLR6 reconnaît une grande variété de PAMP, y compris les lipoprotéines, les peptidoglycanes, les acides lipotéchoïques, le zymosan, le mannane et la tGPI-mucine. TLR5 reconnaît la flagelline bactérienne. Le TLR10 est un pseudo gène chez la souris en raison de l'insertion d'un codon stop, mais le TLR10 humain collabore avec le TLR2 pour reconnaître les ligands de la listeria. Le TLR10 peut également détecter une infection par le virus de la grippe A.

#### Récepteurs de lectine de type C ou CLR
Les récepteurs de lectine de type C (CLR) sont une grande famille de récepteurs de reconnaissance de formes solubles et trans membranaires qui sont largement et principalement exprimés sur les cellules myéloïdes. Ils jouent un rôle à la fois dans le système immunitaire inné et dans l’immunité acquise. Il reconnaît et se lie aux PAMP et place les agents pathogènes dans des vésicules cytoplasmiques pour une phagocytose et une élimination directe afin de contrôler l'infection . Les CLR sont importants pour la communication cellule-cellule et la défense de l'hôte contre les agents pathogènes grâce à la reconnaissance de structures glucidiques spécifiques. Semblable à une famille de récepteurs de type Toll, la signalisation des CLR est impliquée dans les différentes étapes d'initiation des réponses immunitaires innées et favorise la sécrétion de facteurs solubles tels que les cytokines et les interférons. De plus, les CLR contribuent à l'endocytose et à la présentation de l'antigène, affinant ainsi les réponses immunitaires adaptatives Les CLR comprennent trois membres : Dectin-1, Dectin-2 et Dectin-3 .

### Récepteurs cytoplasmiques

#### Récepteurs de type RIG-I ou RLR
Les récepteurs de type RIG sont des récepteurs cytoplasmiques capable de différencier les ARN viral  double brin (ARNdb) de l'ARN cellulaire lors d'une infection virale. L'activation de ces récepteurs entraine la production d'interférons de type 1 (IFN1) (IFNα et IFNβ) et d'autres cytokines pro-inflammatoires au cours du stade précoce de l’infection virale.
Les trois principaux sont
- RIG-I (Retinoic acid-inducible gene I) encodé par le gène DDX58 dans le génome humain[12].
- MDA5 (Melanoma Differentiation-Associated protein 5) encodé par le gène IFIH1[12],[13].
- LGP2

## Récepteur de reconnaissance de motifs moléculaires et cancer
De nombreuses recherches ont été menées pour étudier le rôle des PRR dans l'immunité tumorale. L'accumulation de preuves démontre que l'immunité anti-tumorale peut être stimulée par l'activation des PRR,. Il a été démontré à plusieurs reprises que l'activation renforcée des PRR peut protéger l'hôte contre les agents infectieux et prévenir, inhiber ou bloquer la cancérogenèse, tandis que le fonctionnement perturbé ou dérégulé des PRR peut favoriser le cancer en affaiblissant le système immunitaire,. Dans le même temps, l'activation du PRR peut stimuler le cancer en créant un microenvironnement pro-inflammatoire favorable à la progression tumorale et au développement de la chimiorésistance. De plus, il peut également entraîner une immunosuppression causée par une inflammation chronique, qui est connue pour favoriser le développement d'un carcinome mammaire, d'un cancer colorectal, d'un adénocarcinome pancréatique et, éventuellement, de plusieurs autres types de cancer,. Dans ce cas, au contraire, une activité PRR plus faible devrait minimiser les effets de l'inflammation chronique tels que l'augmentation de l'initiation du cancer et la promotion / progression et, par conséquent, diminuer la probabilité de développement d'une tumeur. Un équilibre subtil entre une activité PRR faible et élevée est nécessaire au bon fonctionnement du système immunitaire. Cette hypothèse, initialement développée pour les PRR, peut également être projetée avec succès sur les voies de signalisation intracellulaire du PRR - si leurs éléments sont surexprimés / constamment activés, cela peut entraîner des conséquences similaires à celles d'une activation renforcée du PRR,. En revanche, si les membres en aval des voies PRR sont sous-exprimés, inactivés ou incapables de fonctionner correctement, cela peut entraîner les mêmes effets que la diminution de l'activité PRR, et donc un équilibre dans le fonctionnement de tous les gènes codant des protéines constituant des voies de signalisation PRR. doit être préservé pour une fonction optimale du système immunitaire,.